# Molophilus (Molophilus) defoeanus
Molophilus (Molophilus) defoeanus is een tweevleugelige uit de familie steltmuggen (Limoniidae). De soort komt voor in het Neotropisch gebied.